# 크리에이션 클럽
크리에이션 클럽(Creation Club)은 베데스다 게임 스튜디오가 《폴아웃 4》와 《엘더스크롤 5: 스카이림》에 적용시키기 위해 고안한, 소액결제 체계다. 2017년 8월 29일 《폴아웃 4》에서 처음 선보여졌다.
비평가들이 "돈 받는 모드(paid mods)"라고 정의내렸지만, 베데스다는 콘텐츠는 베데스다의 지원을 받는 독립 제작자들이 만드는 것이라고 반박했다. 기자들은 크리에이션 클럽의 콘텐츠가, 플레이어의 콘텐츠 구매에 관계없이 자동적으로 플레이어의 하드 드라이버에 내려받아진다고 보도했다. 베데스다는 고치는 방법을 모색 중이라고 반응했다.
출범 시, 크리에이션 클럽은 무료 모드와의 너무 큰 유사성과, 구매를 위해서는 실세계 통화로 환전해야 하는 게임 내 크레딧이 필요하다는 사실에 비판받았다.
다수의 모드 제작자들은 이 체계를 지지하는데, "품질제어과정향상(improved quality control process)"과, 기존 모드가 타인에게 도난당하거나 타인에 의해 매각되는 일을 막기 때문이다.